# (5944) Utesov
(5944) Utesov est un astéroïde de la ceinture principale.

## Description
(5944) Utesov est un astéroïde de la ceinture principale. Il fut découvert le 2 mai 1984 à Naoutchnyï par Lioudmila Karatchkina. Il présente une orbite caractérisée par un demi-grand axe de 3,02 UA, une excentricité de 0,05 et une inclinaison de 10,8° par rapport à l'écliptique.

## Compléments